# 沖縄県立豊見城南高等学校
沖縄県立豊見城南高等学校（おきなわけんりつ とみしろみなみこうとうがっこう）は、沖縄県豊見城市字翁長にある公立高等学校。通称は豊見南（とみなん）。
所在地の豊見城市の読みは「とみぐすく」だが、豊見城高校と同様に校名の読みは「とみしろ」である。
映画『涙そうそう』の舞台になった。

## 学科
全日制
- 普通科
  - 普通コース
  - ITコース
  - 特進コース
  - 特進スポーツコース

## 沿革
- 1981年 - 開校